# 郑肯
郑肯（英語：Ken Jeong，1969年7月13日—）是一位美国喜剧演员、内科医生。他最为人所知的角色是在电影《醉後大丈夫》中所扮演的莱斯利·周（Leslie Chow）和在NBC电视喜剧《废柴联盟》中扮演的班·張（Ben Chang）一角。

## 早年
郑肯出生于美国密歇根州底特律。他的父母是来自韩国的移民，并在北卡罗来纳州格林斯伯勒的北卡罗来纳农业与技术州立大学担任教授。郑肯从小在格林斯伯勒长大并在当地的沃尔特海因斯佩奇高级中学上高中。在那里他参加了高智商小组，在管弦乐队任小提琴手並入选学生会。他的杰出表现令他16岁毕业后获得了格林斯伯勒当地的青年奖。

## 事业

### 医生
郑肯1990年本科毕业于杜克大学后，于1995年获得了北卡罗来纳大学教堂山分校的医学学位。之后他一边在医疗中心完成内科医学住院实习一边开始他的獨角喜劇事业。但2014年起，未有執業。

### 演艺生涯
在参与并赢得了由NBC董事长布兰登·塔奇科夫和喜剧俱乐部“The Improv”创办者巴德·弗里德曼共同担任评委的比赛后，郑肯被邀请搬到洛杉矶，并在“The Improv”和“Laugh Factory”喜剧俱乐部开始定期表演。

郑肯的喜剧背景使他很快得到了参与许多电视节目的机会，包括NBC的电视喜剧《办公室》和HBO的《我家也有大明星》《抑制热情》（Curb Your Enthusiasm）。他的电影处女作《一夜大肚》再次证明了他的喜剧天赋。其后他又陆续出演了《菠萝快车》（Pineapple Express）《模范贱兄弟》（Role Models）《关于史蒂夫的一切》（All About Steve）《王牌售车员》（The Goods: Live Hard, Sell Hard.）《伴侣度假村》（Couples Retreat）、《宿醉》三部系列电影，以及《我的间谍》和《我的间谍2》。此外他还联合出演过电视剧《神探猛龍》(Magnum,P.I.)电影《动物园守卫》，《變形金剛3》和《半職業特工隊》(My Spy)(2020)等影片。
2019年初，郑肯參演漫威電影宇宙該年大作《復仇者聯盟：終局之戰》，並在其中飾演廢棄物保管場的保全。
2019年起擔任韓國節目《蒙面歌手》美國版的評委，2020年起成為《看見你的聲音》美國版的主持。